# Segolena di Albi
Segolena di Albi (fl. VII secolo) è stata una diaconessa francese del VII secolo, venerata come santa e commemorata il 24 luglio.

## Biografia
Nata in una famiglia nobile dell'Aquitania, secondo le cronache Segolena desiderava un matrimonio casto e offrì al marito tutti i suoi averi in cambio della libertà del suo corpo. Quando lei aveva 24 anni, il marito morì improvvisamente e lei ebbe difficoltà a convincere i suoi genitori della propria volontà di non risposarsi; alla fine, convinse suo padre a costruirle un convento.

## Eredità
La chiesa a lei dedicata a Metz si trovava vicino a quella di San Ferreolo di Besançon.  La biografia di Segolena è opera di un autore anonimo.